# Pasunggingan
Pasunggingan is een bestuurslaag in het regentschap Purbalingga van de provincie Midden-Java, Indonesië. Pasunggingan telt 5120 inwoners (volkstelling 2010).